# كليمنز ويسترهوف
كليمنز ويسترهوف (بالهولندية: Clemens Westerhof)‏ (مواليد 3 مايو 1940) هو لاعب كرة قدم.
قاد نيجيريا للفوز بلقبين متتاليين في كأس الأمم الأفريقية لكرة القدم في دورتي 1992، و1994، كما قاد المنتخب لأول تأهل له إلى بطولة كأس العالم عام 1994.

## روابط خارجية
- كليمنز ويسترهوف على موقع قاعدة بيانات كرة القدم.إي يو (الإنجليزية)